# Pa' diglielo a ma'
Pa' diglielo a ma' è un brano musicale con testo di Franco Migliacci e Roberto Gigli e musica di Jimmy Fontana.

## Il brano
La canzone fu presentata al Festival di Sanremo 1970 da Ron (che con questo brano debuttò col suo nome di battesimo, Rosalino, a 16 anni) in doppia esecuzione con la sua coetanea Nada e si classificò al 7º posto.

## Singoli 45 giri
Dopo il Festival, uscirono il singolo di Rosalino (pubblicato dalla It), abbinato a Occhi di lillà come lato B, e quello di Nada (pubblicato dalla RCA Talent) contenente La fotografia sempre come retro. La versione di Nada raggiunse la 10ª posizione nella hit parade italiana.
Una cover del brano fu incisa dai Quelli (futuro nucleo della PFM).